# AVM Fritz!Card

Logo der AVM-Fritz!-Produkte

Die AVM Fritz!Card (Eigenschreibweise AVM FRITZ!Card) ist eine ISDN-Karte für PCs des Berliner Herstellers AVM.

## Geschichte
Bei den ersten Karten unter der Bezeichnung AVM Fritz!Card handelte es sich um ISA-Karten, die mit Jumpern konfiguriert wurden. Sie wurden später umbenannt in AVM Fritz!Card Classic.  Die Nachfolgemodelle waren ISA-Plug-and-Play-Karten, was Einbau und Konfiguration vereinfachte.
Diese wurden von der noch heute (Stand 2015) gebräuchlichen PCI-Version abgelöst, von der es auch eine Low-Profile-Version gibt. Sie wird über das CAPI-Protokoll von den meisten Microsoft-Windows-Betriebssystemen und von vielen Linux-Distributionen unterstützt. Die PCI-Karte gab es im Lauf der Jahre in verschiedenen Ausführungen. Aktuell ist die Karte in Version 2.1, die im Gegensatz zu ihren Vorgängerinnen auch in 3,3V-Steckplätze passt.
Die Fritz!Card PCI ist das letzte Modell der Serie, für das AVM noch Support leistet. Laut AVM handelt es sich um „die weltweit meistgekaufte ISDN-Karte“.
Weitere, aber nicht mehr verfügbare Fritz!Card-Modelle:
- Fritz!Card USB v1.0 und v2.0 als ISDN-Controller und Fritz!Card PCMCIA
- Fritz!Card DSL SL, eine ausschließlich für den DSL-Anschluss konzipierte Karte.
- Fritz!Card DSL, eine Kombikarte, die ISDN und DSL in einem Produkt vereinigt. Sollte DSL einmal ausfallen, ist weiterhin ein Zugang zum Internet über ISDN möglich. Zusätzlich besteht die Möglichkeit Faxe via ISDN zu versenden.

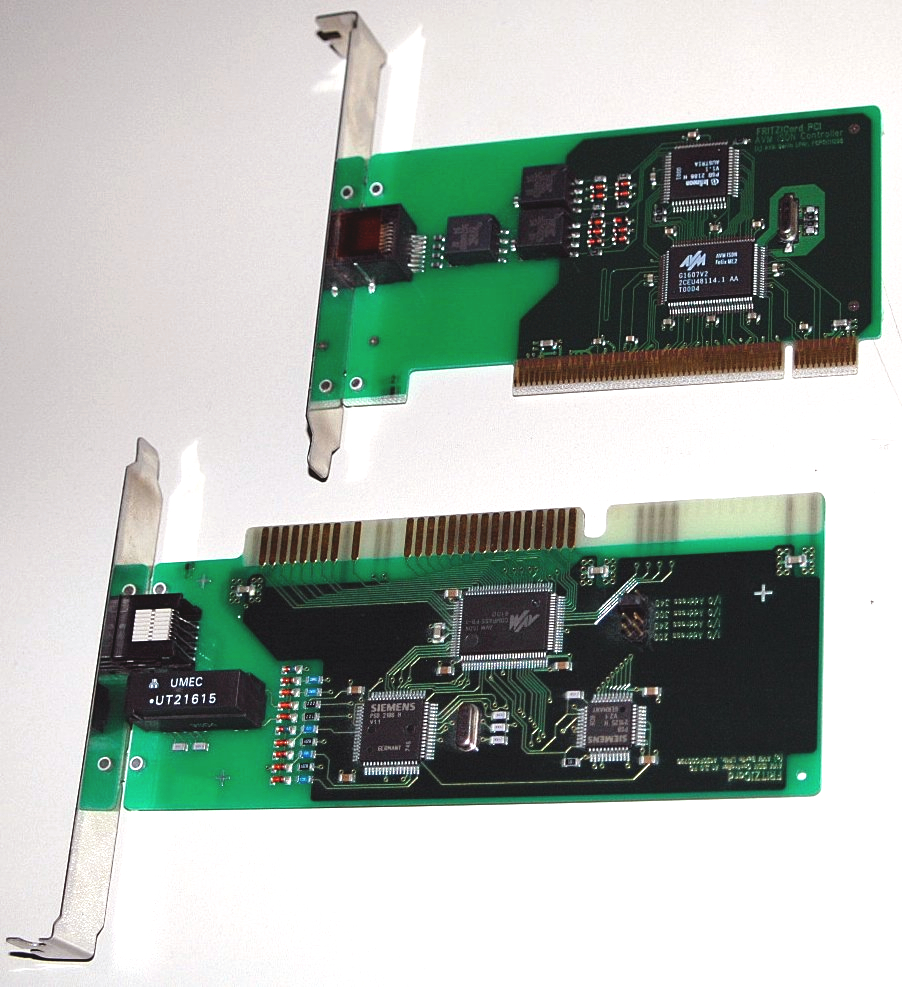
AVM Fritz!Card in PCI- und ISA-Ausführung
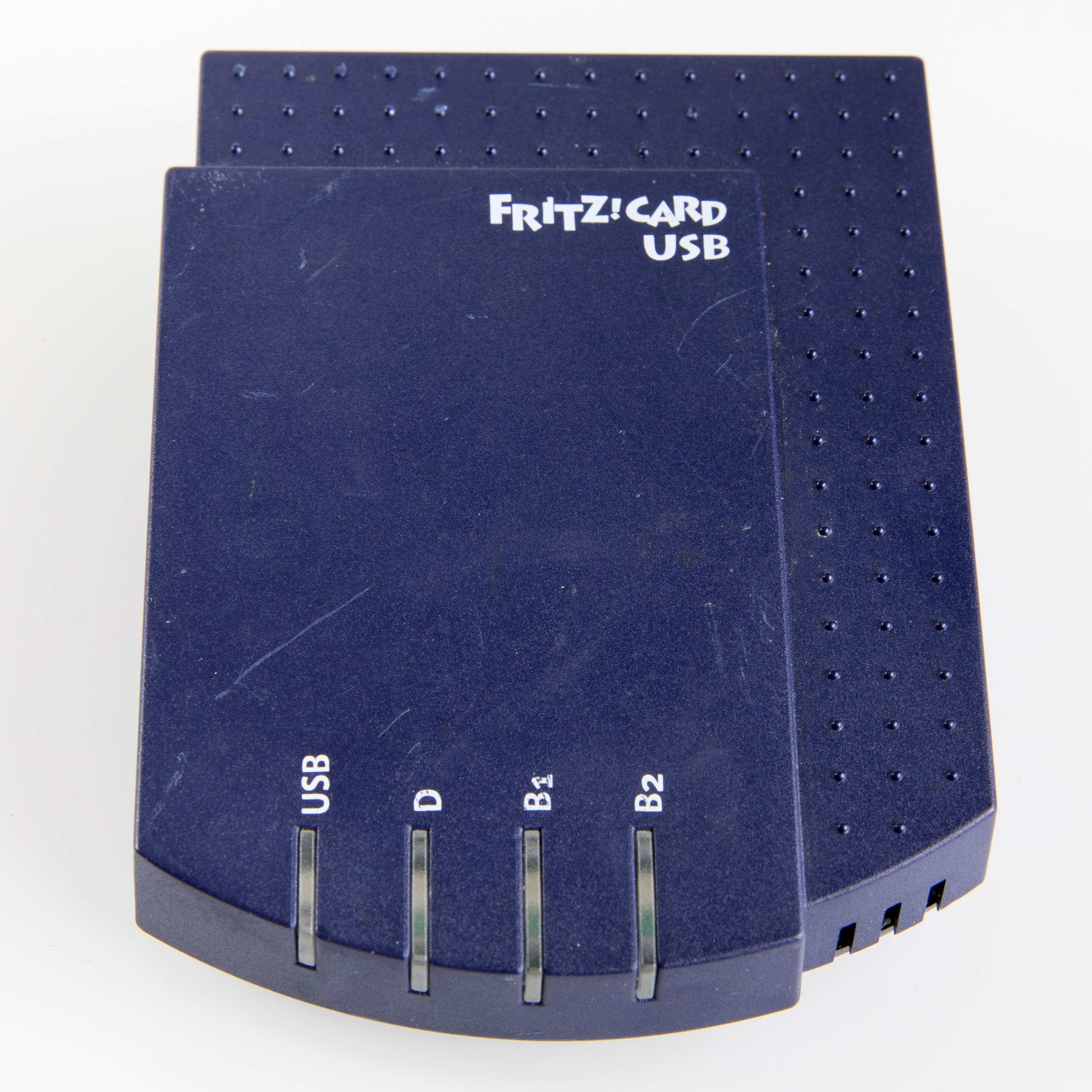
AVM Fritz!Card USB
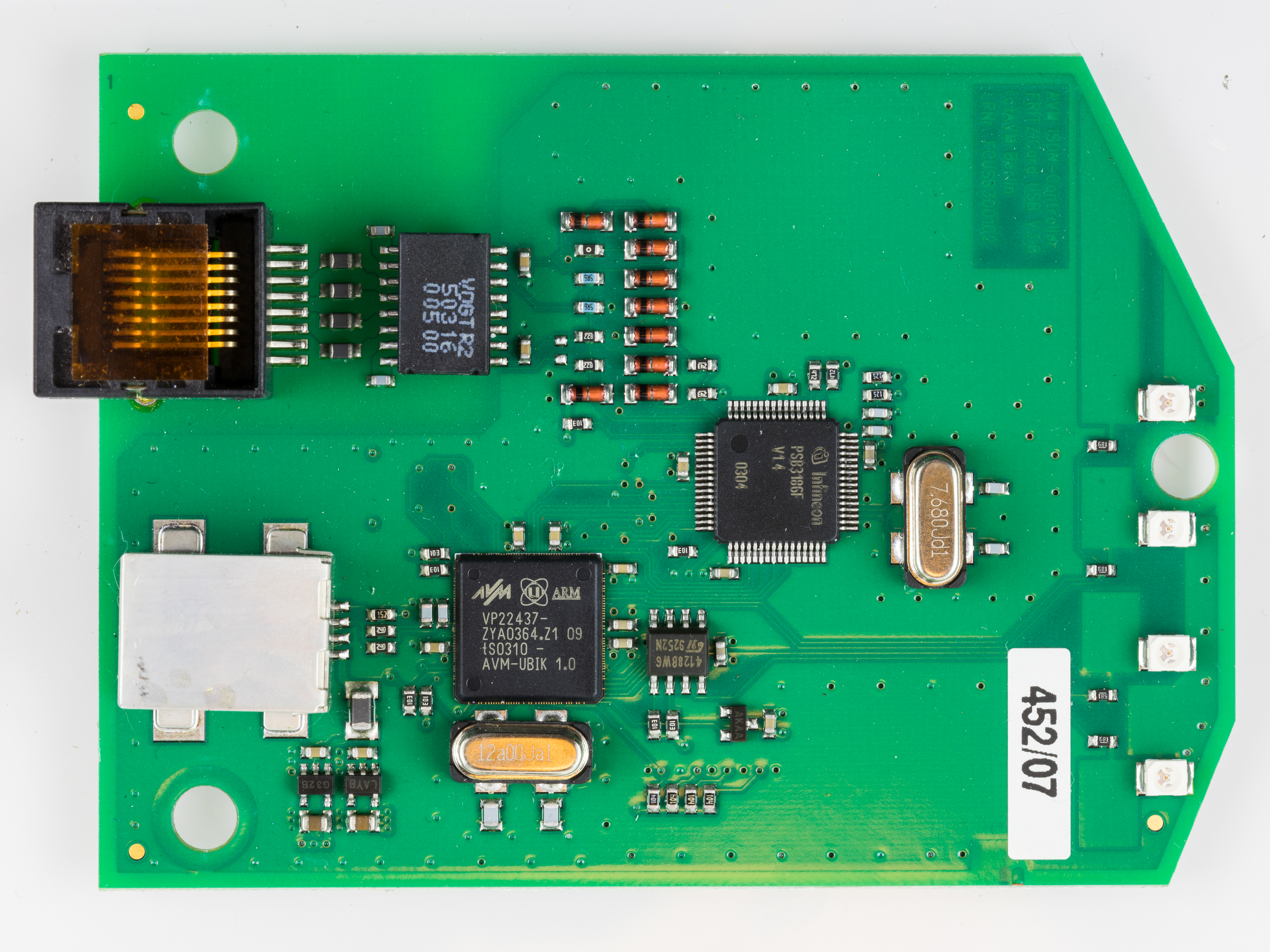
AVM Fritz!Card USB: Platine mit AVM-ARM-Microprozessor VP22437

## Weitere ISDN-Karten von AVM
- AVM A1-Card
- AVM B1-Card